# Маргарита (коктел)
Маргарита је врста коктела који се прави од текиле, ликера од поморанџе (Triple sec) и сока од лимете. Неки рецепти за маргарита коктел садрже и шећерни сируп и често се служе са сољу на ободу чаше. Маргарита се може служити са ледом, без леда или са мрвљеним ледом. Већина барова служи маргарите у специјалним степенастим коктел чашама које се називају маргарита чаше. Маргарита је један од најпопуларнијих коктела на свету и најпопуларнији коктел на бази текиле.

## Порекло
Бројне су приче о настанку коктела маргарита.
Према историчару Дејвиду Вондричу који се бавио историјом стварања коктела, коктел маргарита је настао од коктела „дејзи” (реч маргарита на шпанском преведена на енглески је „daisy“), који се правио од мешавине алкохолног пића, лимуновог сока и воћног сирупа. Највероватније, назив овог коктела потиче од имена цвета, који се на шпанском зове Маргарита.
Постоји и непотврђена легенда према којој је бармен из Лос Анђелеса Даниел Негрете тврдио да је овај коктел измислио 1936. године, док је радио у хотелу Farci Crespo, који се налази у мексичком граду Пуебла, и да је коктел назвао по својој девојци, која је звала Маргарита. Постоји и прича да је коктел Маргарита добио име по чувеној глумици Рити Хејворт, чије је право име било Маргарита Касино, током снимања филма 1940. године у Тихуани у Мексику. Друга легенда о настанку и називу овог коктела тврди да је коктел добио име по богатој жени из Даласа, Маргарет Самс, која је направила и послужила овај коктел својим гостима 1948. године, док је живела у Акапулку.

## Састојци
Према листи званичних коктела Међународне асоцијације бармена (IBA) стандард за маргарита коктел је  10:4:3, текила:triple sec:сок од лимете.
За коктел Маргарита је потребно:
- 50 ml текиле
- 20 ml Triple Sec (ликер од поморанџе)
- 15 ml свежег сока од лимете

Сви састојци се сипају у шејкер и додаје се лед. Протресе се и сипа у охлађену чашу за коктел, претходно умочену у со.

## Варијанте
Поред основног рецепта, постоје различите варијанте коктела маргарита. За безалкохолни коктел (virgin margarita) потребни су само сок од поморанџе, сок од лимете, газирана минерална вода са укусом лимуна и лед.
Постоје разне воћне варијанте маргарита коктела, као што су: манго, бресква, јагода, лубенице, нар, малине, боровнице или авокадо.
Варијанта са соком од поморанџе и соком од нара (сипаним на дно чаше) названа је маргарита залазак сунца.
Нова верзија овог коктела зове се Томијева маргарита, која уместо ликера од поморанџе садржи нектар од агаве.